# Phelotrupes strnadi
Phelotrupes strnadi är en skalbaggsart som beskrevs av Kral, Karl Franz Josef Malý och Schneider 2001. Phelotrupes strnadi ingår i släktet Phelotrupes och familjen tordyvlar. Inga underarter finns listade i Catalogue of Life.